# Части речи в турецком языке
Список частей речи в турецком языке:
- Исим — существительное.
- Сыфат ( от араб.صفة  и перс. صفت ) — прилагательное
- Сайы ады — числительное
- Адыл, замир (от араб. ضمير‎) — местоимение
- Эйлем, фииль (от араб.فعل ) — глагол
- Улач — деепричастие
- Белиртеч (зарф) — наречие
- Эдат гёревиндеки исимлер — служебные имена
- Эдатлар — послелоги
- Балачлар — союзы
- Ильгечлер — частицы
- Унлемлер — междометия